# Кучи (пуштуны)

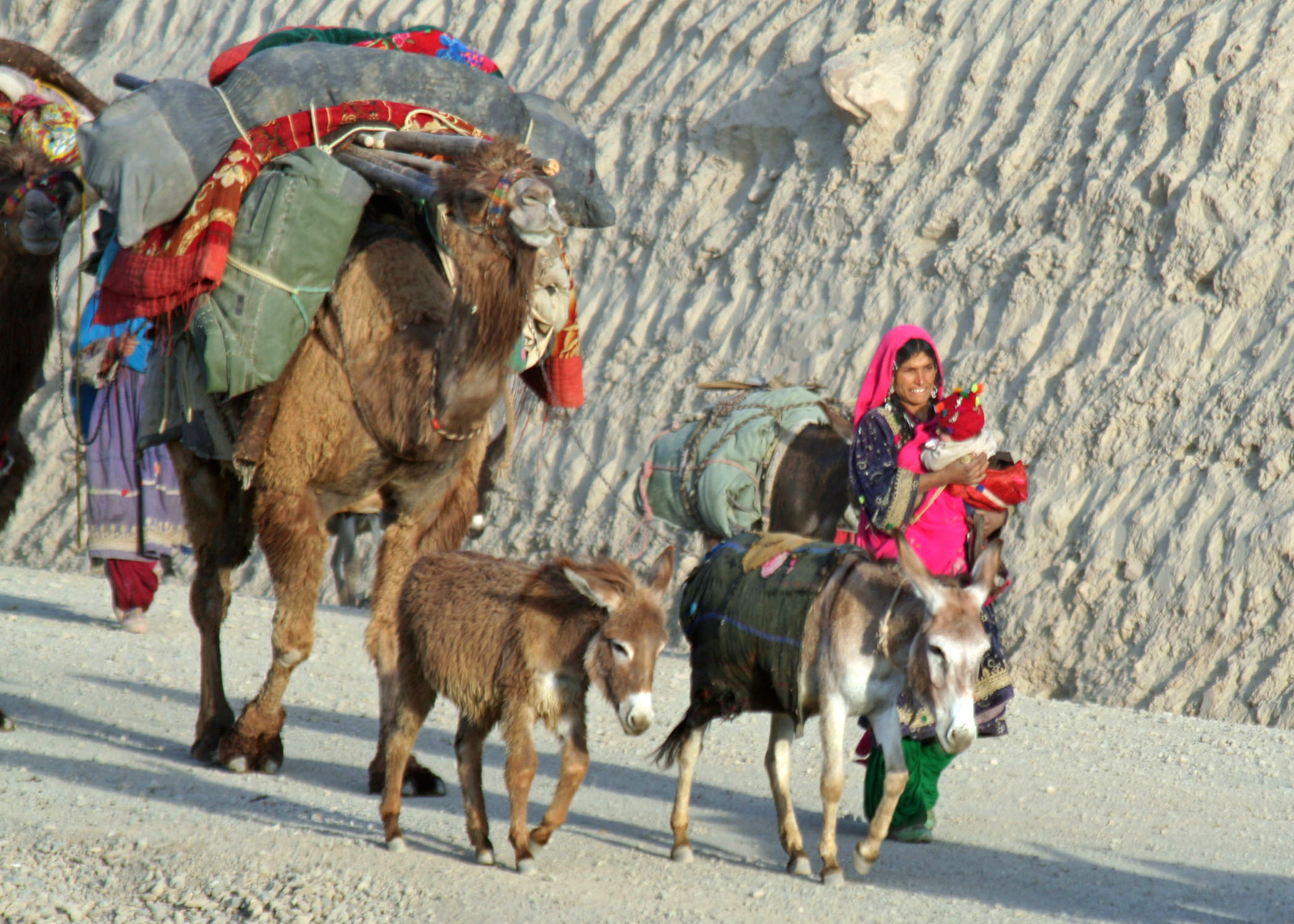
Перекочевка кучи, провинция Панджшер

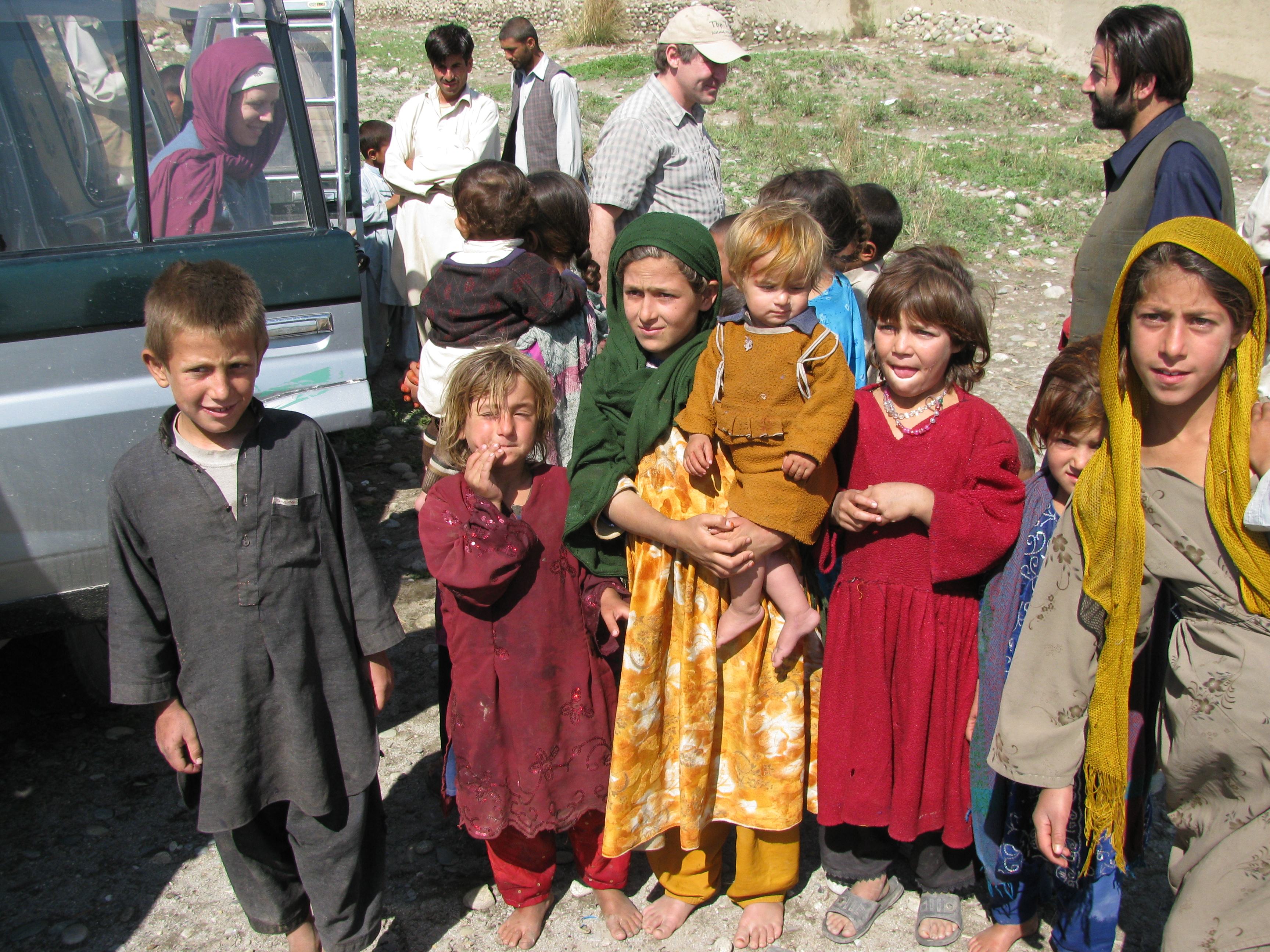
Женщины и дети кучи, провинция Нангархар

Кучи, кочи (пушту کوچۍ‎) — кочевники Афганистана пуштунского происхождения, живут на юге и востоке Афганистана. Большинство кучи, вероятно, живут в пустыне Регистан на юге Афганистана.
По данным на 2004 год, в Афганистане насчитывалось около 2,4 млн. кучи, из которых около 1 млн. к началу XXI века перешли к оседлости. Кучи разводят овец, коз, верблюдов и крупный рогатый скот. Большинство современных кучи ведут полукочевой образ жизни, оставаясь на зимовку каждый год в одном и том же месте.

## История
В прошлом племена кочевников-пуштунов свободно кочевали по территориям от современного Ирана до Индии, но в XX веке их их передвижения через границы государств были затруднены.
Обычно отношения кучи с оседлыми земледельцами были мирными, но во время правления в 1996—2001 годах движения «Талибан», защищавшего интересы пуштунов в ущерб другим народам Афганистана, пуштунов-кучи побуждали переселяться в более плодородные центральные и северные районы страны, чем были недовольны местные национальных меньшинства, хазарейцы и таджики. В 2010 году в Кабуле в результате столкновений вернувшихся из Пакистана беженцев-кучи с хазарейцами свыше десятка людей получили ранения, а только что построенные дома кучи были сожжены.

## Культура
Кучи-мужчины носят, как правило белую длинную до колен рубашку и белые штаны. На голове они носят чалму. Большой белый платок, который они носят на плече и имеет много функций, в том числе он используется как молитвенный коврик. Женщины-кучи носят одежду темных цветов: длинные и широкие юбки и платья, которые украшены бисерной вышивкой, огромным количеством амулетов, кулонов, пуговиц, кистей. Они носят множество ювелирных украшений: нашейные подвески, налобные и височные украшения, серьги, браслеты, кольца.